# Balaji Srinivasan

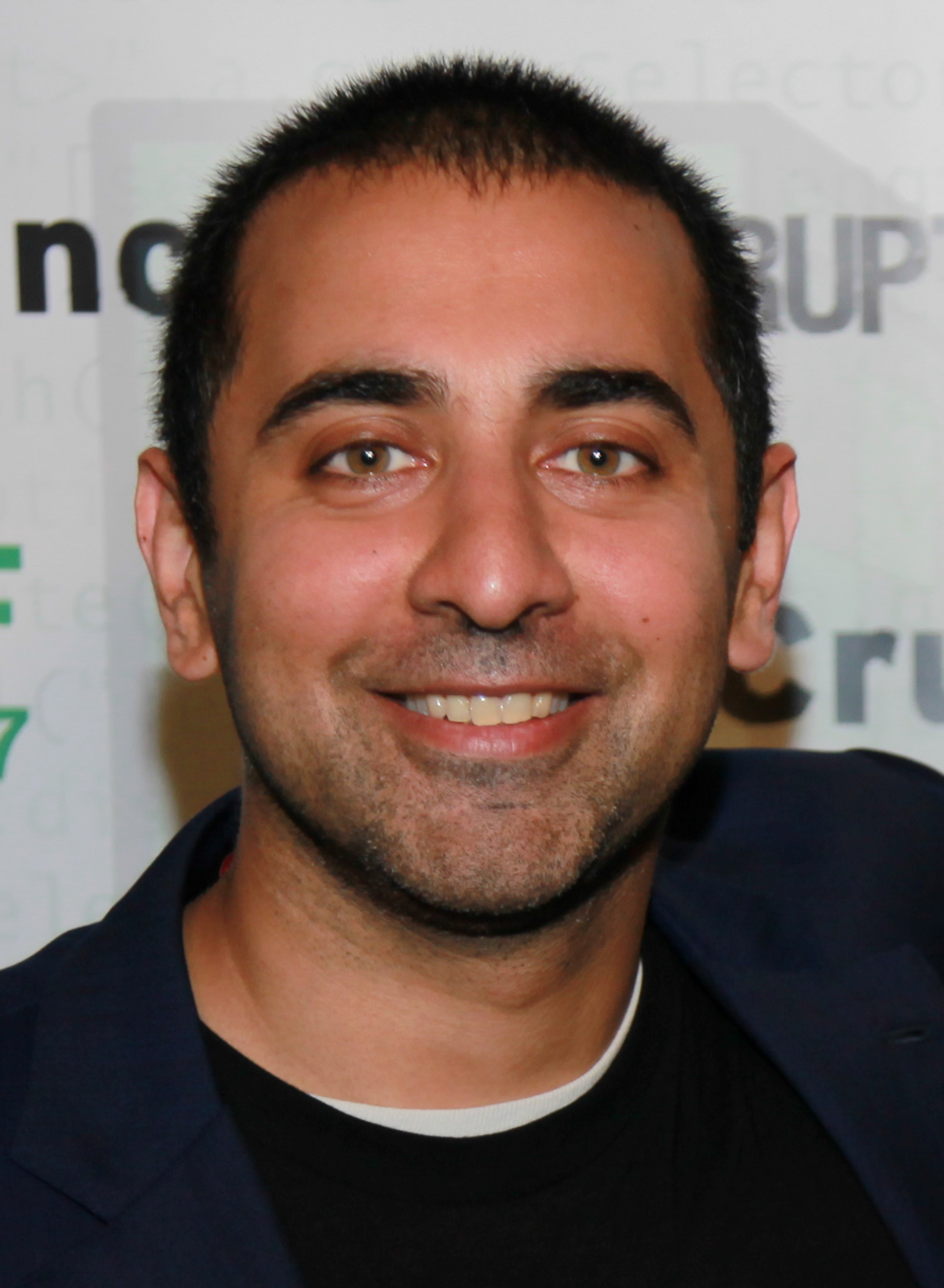
Balaji Srinivasan (2017)

Balaji Srinivasan (* 24. Mai 1980 auf Long Island, New York) ist ein indisch-amerikanischer Unternehmer und Investor. Als Serial Entrepreneur gründete er mehrere Unternehmen. Er war außerdem Chief Technology Officer (CTO) von Coinbase und General Partner bei Andreessen Horowitz.

## Laufbahn
Srinivasan wuchs auf Long Island im Bundesstaat New York als Kind indischstämmiger Eltern auf und studierte an der Stanford University, wo er einen Doktor in Electrical Engineering und einen Abschluss in Chemical Engineering erhielt. Im Jahr 2007 war Srinivasan Mitbegründer des Gentestunternehmens Counsyl, das werdenden Eltern Tests zum Aufspüren des Down-Syndrom anbot. Counsyl wurde 2018 von Myriad Genetics für 375 Millionen US-Dollar übernommen. 2013 wurde Srinivasan General Partner bei dem Wagniskapitalgeber Andreessen Horowitz und war an verschiedenen Investments in Jungunternehmen und Kryproprojekten beteiligt. Im selben Jahr gründete er 21.co, ein Start-up im Bereich Bitcoin-Mining. Dieses wurde später in Earn.com umgewandelt, das es Absendern ermöglichte, Nutzer in digitaler Währung per E-Mail zu bezahlen. Im April 2014 war er Mitbegründer von Teleport, einer Jobsuchmaschine. Teleport wurde 2017 von Topia übernommen. Im Jahr 2017 erwog die Trump-Regierung, Srinivasan zum Kommissar der Food and Drug Administration (FDA) zu ernennen. Er hatte davor mehrfach die FDA für die seiner Ansicht nach zu langsame Zulassung von Medikamenten kritisiert.
Sein Start-up Earn.com wurde im April 2018 von der Kryptrobörse Coinbase für mehr als 100 Millionen US-Dollar übernommen. Nachdem Coinbase Earn.com gekauft hatte, wurde es zu Coinbase Earn und Srinivasan wurde technischer Direktor bei Coinbase. 2019 verließ er Coinbase, um sich auf verschiedene eigene Projekte zu konzentrieren.

## Ansichten
In der Öffentlichkeit äußerte Srinivasan häufig libertäre Ansichten und sprach sich gegen Regulierungen aller Art aus. Im Jahr 2013 hielt Srinivasan bei Y Combinator einen Vortrag mit dem Titel "Silicon Valley's Ultimate Exit" und veröffentlichte in der Zeitschrift Wired den Artikel "Software Is Reorganizing the World", in dem er dafür plädierte, dass die Technologiebranche sich im digitalen Raum von den Vereinigten Staaten abspalten sollte. Srinivasan wurden Verbindungen zur neoreaktionären Bewegung und dessen geistigem Vordenker Curtis Yarvin nachgesagt.
Srinivasan kritisierte häufig die US-amerikanischen Massenmedien und gilt als Anhänger von Kryptowährungen und freien Privatstädten mit eigenen Digitalwährungen. Gemeinsam mit dem Politikwissenschaftler Parag Khanna veröffentlichte er 2021 einen Artikel in der Zeitschrift Foreign Policy über die Zukunft des internationalen Staatensystems, in dem er den Machtverlust herkömmlicher Nationalstaaten gegenüber dezentralisierten Netzwerken prognostizierte. Er veröffentlichte 2022 das Buch The Network State: How To Start a New Country, indem er eine Anleitung für die Gründung neuer unternehmensartiger ‚Staaten‘ gab. Das Buch wurde von wissenschaftlicher Seite kontrovers diskutiert und als „neofeudaler“ Versuch interpretiert, „die Vielen zu zwingen, für die Wenigen ihre Arbeitskraft gegen das Überleben zu tauschen“. 2023 schilderte er in einem Podcast seine politische Vision einer technologiegeführten Stadt, die unter anderem durch eine ethnische Säuberung liberaler Demokraten zustande kommen solle.